# Lorena Novoa Aponte
Lorena Novoa Aponte es una científica colombiana, especializada en bioquímica. Su labor investigativa se ha centrado en la identificación de las estrategias de infección bacteriana. Gracias a su investigación sobre la bacteria responsable de la tuberculosis, Novoa recibió una beca de la Sociedad Americana de Bioquímica y Biología Molecular ASBMB.

## Biografía

### Formación
Novoa Aponte se graduó como química de la Universidad Nacional de Colombia en la ciudad de Bogotá en 2009.En la misma institución realizó una Maestría en Ciencias Biológicas entre 2009 y 2012 y un Doctorado en Ciencias en 2012.

### Carrera
En 2008 se vinculó profesionalmente a la Fundación Instituto de Inmunología de Colombia y un año después a la Universidad Nacional, realizando actividades de investigación enfocadas al estudio microbacteriano. Mientras cursaba su doctorado, Novoa caracterizó los transportadores de iones de la membrana del patógeno intracelular Mycobacterium tuberculosis. Más tarde se vinculó al laboratorio del destacado químico argentino José Argüello en Massachusetts como becaria postdoctoral, donde se encargó de aplicar análisis bioquímicos para comprender el establecimiento de la homeóstasis de los metales, usando métodos metaloproteómicos y bioinorgánicos para definir los elementos moleculares que contribuyen a la distribución del cobre citoplasmático en la bacteria Pseudomonas aeruginosa.
Sus esfuerzos investigativos sobre la Mycobacterium tuberculosis, bacteria responsable de la tuberculosis, le valieron obtener una beca otorgada por la Sociedad Americana de Bioquímica y Biología Molecular ASBMB. Junto con su equipo de investigación, la científica busca desarrollar compuestos químicos que prevengan la expulsión excesiva de sales por parte de la bacteria, con el fin de evitar la infección tuberculosa.

## Premios y reconocimientos destacados
- 2009 - Becaria Jóvenes Investigadores de Colciencias, Departamento Administrativo de Ciencia, Tecnología e Innovación.
- 2010 - Becaria de la Convocatoria Apoyo de la DIB a tesis de investigación en posgrados, Universidad Nacional de Colombia.
- 2010 - Becaria Jóvenes Investigadores de Colciencias, Departamento Administrativo de Ciencia, Tecnología e Innovación.
- 2011 - Mejor Trabajo, Congreso Anual de la Sociedad Europea de Microbacteriología, Lübeck, Alemania.
- 2015 - Mejor trabajo, Primera conferencia internacional de bioinformática, simulación y modelización, Universidad de Talca.

## Publicaciones

### Artículos publicados en revistas científicas
- 2012 - In silico identification and characterization of the ion transport specificity for P-type ATPases in the Mycobacterium tuberculosis complex.
- 2013 - Zeta potential as a measure of the surface charge of mycobacterial cells.
- 2014 - Mycobacterium tuberculosis P-Type ATPases: Possible Targets for Drug or Vaccine Development.
- 2014 - The DosR Dormancy Regulator of Mycobacterium tuberculosis Stimulates the Na+/K+ and Ca2+ ATPase Activities in Plasma Membrane Vesicles of Mycobacteria.
- 2015 - CtpA, a putative Mycobacterium tuberculosis P-type ATPase, is stimulated by copper (I) in the mycobacterial plasma membrane.
- 2015 - Pma1 is an alkali/alkaline earth metal cation ATPase that preferentially transports Na+ and K+ across the Mycobacterium smegmatis plasma membrane.